# Josef Eksl
 Josef Eksl (geboren 16. August 1909 in Wien, Österreich-Ungarn; gestorben 18. November 2000 ebenda) war ein österreichischer gewerkschaftlicher Bildungsfunktionär.

## Leben
Josef Eksl war ein Sohn des Hilfsarbeiters Rudolf Eksl und der Hermine Feldmar, seine Eltern wurden 1942 deportiert und Opfer des Holocaust.  
Schon während seiner Ausbildung zum kaufmännischen Angestellten engagierte sich Eksl in der Gewerkschaftsbewegung und in der Sozialdemokratie, sowie deren bewaffnetem Arm, dem Republikanischen Schutzbund. Nach 1934 übte Eksl seine gewerkschaftliche Tätigkeit in der Illegalität aus und war mehrere Monate in Haft. 1938 musste Eksl wegen seiner jüdischen Herkunft aus seiner Heimatstadt fliehen und lebte bis 1946 in Belgien, Frankreich und in der Schweiz. 
1946 kehrte er nach Österreich zurück und nahm seine gewerkschaftliche Tätigkeit wieder auf. Zu seinen zahlreichen Funktionen zählten die Tätigkeit als Kammerrat in der Arbeiterkammer Wien. 1972 übernahm er die Leitung des Bildungsreferats des ÖGB, in das er 1956 eingetreten war. 1959 bis 1978 war er Geschäftsführer des Berufsförderungsinstituts, einer Institution zur beruflichen Weiterbildung. 1964 übernahm Eksl die EDV-Abteilung des ÖGB. 1972 wurde er zum Präsidenten des Internationalen Arbeiterbildungsverbandes gewählt.
Eksl war Verfasser zahlreicher Publikationen und Träger hoher Auszeichnungen. 1974 wurde ihm vom Bundespräsident der Professorentitel verliehen. 1980 erhielt er den Preis der Stadt Wien für Volksbildung und 1982 den Österreichischen Staatspreis für Erwachsenenbildung (Würdigungspreis). Eksls Tochter war die ebenfalls politisch aktive Gabrielle Traxler.